# Abuta
Abuta – rodzaj roślin z rodziny miesięcznikowatych (Menispermaceae). Obejmuje 34 gatunki. Występują one w tropikalnej części Ameryki Południowej. Niektóre gatunki używane są jako rośliny lecznicze (np. A. rufescens) lub do trucia grotów strzał (do wyrabiania kurary) (np. A. imene).

## Systematyka
Pozycja systematyczna według APweb (aktualizowany system APG III z 2009)
Rodzaj z rodziny miesięcznikowatych (Menispermaceae).
Wykaz gatunków
- Abuta acutifolia Miers
- Abuta antioquiana Krukoff & Barneby
- Abuta aristeguietae Kurkoff & Barneby
- Abuta barbata Miers
- Abuta brevifolia Krukoff & Moldenke
- Abuta bullata Moldenke
- Abuta candollei Triana & Planch.
- Abuta chiapasensis Krukoff & Barneby
- Abuta chocoensis Krukoff & Barneby
- Abuta colombiana Moldenke
- Abuta dwyeriana Krukoff & Barneby
- Abuta fluminum Krukoff & Barneby
- Abuta grandifolia (Mart.) Sandwith
- Abuta grisebachii Triana & Planch.
- Abuta imene (Mart.) Eichler
- Abuta longa Krukoff & Barneby
- Abuta mycetandra Krukoff & Barneby
- Abuta obovata Diels
- Abuta pahni (Mart.) Krukoff & Barneby
- Abuta panamensis (Standl.) Krukoff & Barneby
- Abuta panurensis Eichler
- Abuta platyphylla Mart. ex Eichler
- Abuta racemosa Triana & Planch.
- Abuta rufescens Aubl.
- Abuta sandwithiana Krukoff & Barneby
- Abuta schomburgkii Barneby & Krukoff
- Abuta seemannii Triana & Planch.
- Abuta selloana Eichler
- Abuta solimoesensis Krukoff & Barneby
- Abuta soukupii Moldenke
- Abuta spicata (Thunb.) Triana & Planch.
- Abuta steyermarkii (Standl.) Standl.
- Abuta vaupesensis Krukoff & Barneby
- Abuta velutina Gleason